# Canal Hernán Gallego

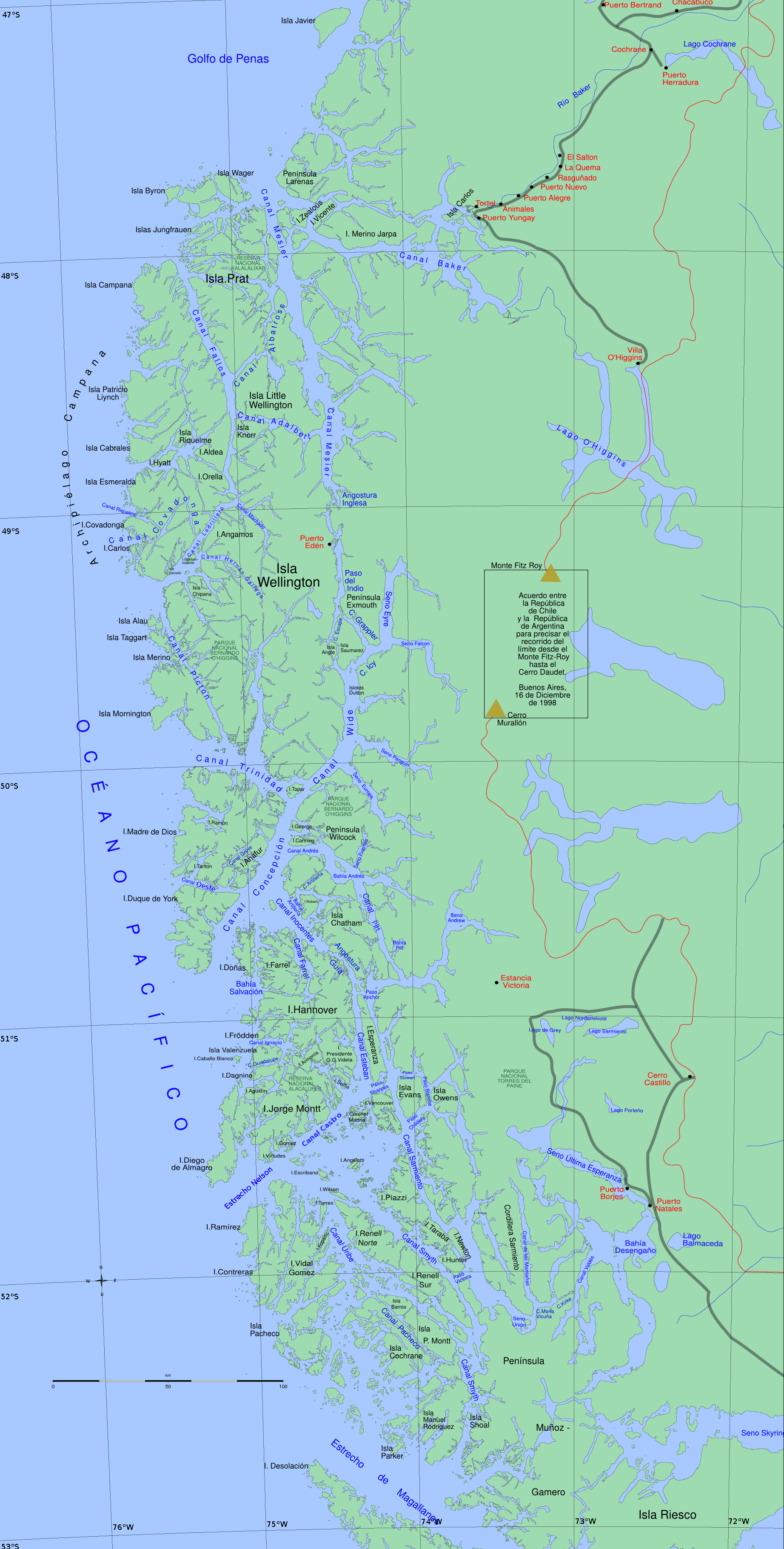
Golfo de Penas - Estrecho de Magallanes

El canal Hernán Gallego  está situado en el océano Pacífico en la región austral de Chile, al sur del golfo de Penas, es uno de los canales patagónicos secundarios de la Patagonia chilena.
Administrativamente pertenece a la provincia Última Esperanza de la XII Región de Magallanes y la Antártica Chilena.
Era navegado por el pueblo kawésqar desde hace aproximadamente 6.000 años hasta fines del siglo XX, pues habitaban sus costas. A comienzos del siglo XXI han sido prácticamente extinguidos por la acción del hombre blanco.

## Recorrido
Mapa del canal
Comienza en 49°10′S 75°16′O / -49.167, -75.267 donde se une al canal Ladrillero y termina en 49°18′30″S 74°53′00″O / -49.30833, -74.88333 donde se une al canal Machado. Separa la isla Angamos de la isla Chipana y de la península Singular de la isla Wellington. Su dirección general es NW-SE.
Su longitud es de aproximadamente 15 nmi. Es profundo y libre de peligros, no ofrece inconvenientes en su navegación excepto en la unión con el canal Machado donde hay algunos islotes que reducen su ancho. Como todos los canales secundarios, no se deberá navegar si no se cuenta con un práctico.

## Geología y orografía
Las tierras de las costas que delimitan el canal son montañosas, altas y acantiladas. Presentan bosques impenetrables. Todas ellas forman parte de las islas que conforman el archipiélago Wellington.

## Oceanografía
Donde se une al canal Machado se encuentra puerto Abrigado el cual ofrece un excelente fondeadero en 18 metros de agua con fondo de fango.